# František Novák (Skispringer)
František Novák ist ein ehemaliger tschechoslowakischer Skispringer.
Ab 1974 sprang Novák regelmäßig bei Springen in der Vierschanzentournee. Bei der Skiflug-Weltmeisterschaft 1977 in Vikersund flog Novák auf den 6. Platz.
Am 30. Dezember 1979 bestritt er in Oberstdorf sein erstes Springen im Skisprung-Weltcup. Da er dabei nur den 52. Platz erreichte, legte er anschließend eine Wettkampfpause ein und startete erneut am 26. Februar 1981 in Chamonix im Weltcup. Dabei erreichte er mit Platz 5 das beste Resultat seiner Karriere. Bei der Vierschanzentournee 1981/82 blieb er erneut erfolglos und konnte lediglich beim Skifliegen am Kulm am 12. März 1982 mit Platz 8 noch einmal unter die besten Zehn springen. Am Ende der Saison belegte er so den 48. Platz in der Weltcup-Gesamtwertung.

## Erfolge

### Schanzenrekorde
| Ort       | Land     | Weite               | aufgestellt am   | Rekord bis       |
| --------- | -------- | ------------------- | ---------------- | ---------------- |
| Vikersund | Norwegen | 157,0 m (HS: 225 m) | 20. Februar 1977 | 15. Februar 1986 |